# Richtlijn 91/440/EEG van de Raad van 29 juli 1991 betreffende de ontwikkeling van de spoorwegen in de Gemeenschap

Voortgang van de liberalisatie van het Europese railvervoer (stand 2013)

Op 29 juli 1991 werd richtlijn 91/440 aangenomen door de Europese Raad. Deze richtlijn geeft aan hoe de lidstaten met hun spoorwegen moeten omgaan.
De richtlijn schrijft voor:
- Bestuurlijke onafhankelijkheid van de spoorwegondernemingen;
- (Minimaal boekhoudkundige) scheiding tussen het beheer van de infrastructuur en de vervoersactiviteit;
- Financiële sanering;
- De mogelijkheid voor nieuwe vervoerders om toe te treden tot het spoorwegnet.

Ten tijde van het aannemen van de richtlijn waren bijna alle spoorwegbedrijven in Europa staatsspoorwegen. De richtlijn verbiedt rechtstreekse staatsexploitatie van spoorwegen en is daarmee zeer ingrijpend voor de sector. Implementatie van de richtlijn heeft geleid tot ingrijpende reorganisaties van de nationale spoorwegbedrijven. Het meest rigoureus is dit gebeurd in het Verenigd Koninkrijk, waar British Rail is opgeheven en het spoorwegnet vervolgens verdeeld is in concessies die aan particuliere bedrijven zijn aanbesteed. 
In Nederland exploiteert de NS het reizigersvervoer op het hoofdrailnet. Nieuwe spelers kunnen door middel van aanbestedingen het reizigersvervoer op een groeiend aantal trajecten buiten de randstad exploiteren. Het goederenvervoer is volledig vrijgegeven. Prorail beheert de infrastructuur (rails, seinen, wissels etc.). Dit is een gevolg van de door de EG verplichte scheiding tussen vervoer en infrastructuur. Verwarrend is dat de NS eigenaar is van alle stationsgebouwen in Nederland, ook als op dat station alleen treinen van een ander bedrijf zoals Arriva of Syntus stoppen. Prorail is daarnaast gedeeltelijk verantwoordelijk voor, en betrokken bij zaken als omroepberichten op stations en fietsenstallingen in de omgeving van stations. 
Bij grootschalige storingen en vertragingen gaan er herhaaldelijk stemmen op om de scheiding tussen vervoer en infrastructuur weer ongedaan te maken. Voor veel mensen is de NS nog steeds synoniem voor alles dat met treinverkeer te maken heeft. Dit blijkt uit vele ingezonden brieven over bijvoorbeeld tariefsverhogingen in regionale kranten en debatten in de Tweede Kamer. Bij NS denkt men vaak ook aan vertragingen door mismanagement. Een bekend voorbeeld zijn de vertragingen door blaadjes op de rails. Begin jaren 90 ging men er klakkeloos van uit dat privatisering en marktwerking automatisch voor betere kwaliteit en lagere prijzen zouden zorgen. Deze droom is echter geen werkelijkheid geworden.
In andere landen, zoals Frankrijk en België, is de facto nog altijd sprake van staatsexploitatie.